# Елк (окръг, Канзас)
Окръг Елк (на английски: Elk County) е окръг в щата Канзас, Съединени американски щати. Площта му е 1683 km², а населението - 3077 души. Административен център е град Хауърд.